# إرنست أودونيل
إرنست أودونيل (بالإنجليزية: Ernest O'Donnell)‏ هو ممثل أمريكي، ولد في 24 نوفمبر 1968.

## وصلات خارجية
- إرنست أودونيل على موقع IMDb (الإنجليزية)
- إرنست أودونيل على موقع ألو سيني (الفرنسية)
- إرنست أودونيل على موقع قاعدة بيانات الأفلام السويدية (السويدية)
- إرنست أودونيل على موقع قاعدة بيانات الفيلم (الإنجليزية)